# 466-я эскадрилья лёгкой боевой авиации
466-я эскадрилья лёгкой боевой авиации (сербохорв. 466. eskadrila lake borbene avijacije / 466. ескадрила лаке борбене авијације) — авиационная эскадрилья военно-воздушных сил и войск ПВО СФРЮ. Образована в 1973 году, фактически стала таковой приказом от 7 марта 1978 года на авиабазе Церкле-об-Крки. Включена в состав 82-й авиационной бригады.
466-я и 467-я эскадрильи были оснащены оборудованием из 460-й — истребителями-перехватчиками СОКО Ј-20 Крагуј. Приказом от ноября 1976 года в 1978 году эскадрилья была перебазирована на авиабазу Лучко (под Загребом) и включена в состав 5-го авиационного корпуса как отдельная.
Расформирована в соответствии с приказом от 15 апреля 1982 года. Правопреемником стала 711-я противотанковая вертолётная эскадрилья.

## В составе
- 82-я авиационная бригада[англ.] (1973—1978)
- 5-й авиационный корпус[англ.] (1978—1982)

## Авиабазы
- Церкле-об-Крки[англ.] (1973—1978)
- Лучко[англ.] (1978—1982)

## Самолёты
- СОКО Ј-20 Крагуј (1973—1982)